# Primeira Divisão (Macao)
Il Campeonato da 1ª Divisão do Futebol è la massima competizione calcistica di Macao creata nel 1973.

## Squadre 2019
- Benfica de Macau
- PSP Macao
- Cheng Fung
- Chao Pak Kei
- Hang Sai
- MFA Develop
- Monte Carlo
- Ka I
- Sporting de Macau
- Tim Iec

## Albo d'oro
- 1973:  PSP Macao
- 1984:  Wa Seng
- 1986:  Hap Kuan
- 1987:  Hap Kuan
- 1988:  Wa Seng
- 1989:  Hap Kuan
- 1990:  Hap Kuan
- 1991:  Sporting de Macau
- 1992:  Lam Pak
- 1993:  Leng Ngan
- 1994:  Lam Pak
- 1995:  GD Artilheiros
- 1996:  GD Artilheiros
- 1997:  Lam Pak

- 1998:  Lam Pak
- 1999:  Lam Pak
- 2000:  PSP Macao
- 2001:  Lam Pak
- 2002:  Monte Carlo
- 2003:  Monte Carlo
- 2004:  Monte Carlo
- 2005:  PSP Macao
- 2006:  Lam Pak
- 2007:  Lam Pak
- 2008:  Monte Carlo
- 2009:  Lam Pak
- 2010:  Ka I
- 2011:  Ka I

- 2012:  Ka I
- 2013:  Monte Carlo
- 2014:  Benfica de Macau
- 2015:  Benfica de Macau
- 2016:  Benfica de Macau
- 2017:  Benfica de Macau
- 2018:  Benfica de Macau
- 2019:  Chao Pak Kei
- 2020: non terminato
- 2021:  Chao Pak Kei
- 2022:  Chao Pak Kei
- 2023:  Chao Pak Kei
- 2024:  Benfica de Macau
- 2025:  Chao Pak Kei

## Vittorie per squadra
| Club              | Vittorie | Anni                                                 |
| ----------------- | -------- | ---------------------------------------------------- |
| Lam Pak           | 9        | 1992, 1994, 1997, 1998, 1999, 2001, 2006, 2007, 2009 |
| Benfica de Macau  | 7        | 2014, 2015, 2016, 2017, 2018, 2020, 2024             |
| Monte Carlo       | 5        | 2002, 2003, 2004, 2008, 2013                         |
| Chao Pak Kei      | 5        | 2019, 2021, 2022, 2023, 2025                         |
| Hap Kuan          | 4        | 1986, 1987, 1989, 1990                               |
| Ka I              | 3        | 2010, 2011, 2012                                     |
| PSP Macao         | 3        | 1973, 2000, 2005                                     |
| GD Artilheiros    | 2        | 1995, 1996                                           |
| Wa Seng           | 2        | 1984, 1988                                           |
| Sporting de Macau | 1        | 1991                                                 |
| Leng Ngan         | 1        | 1993                                                 |